# Повесть о победах Московского государства
«Повесть о победах Московского государства» — русское литературное произведение XVII века, историческая повесть о событиях Cмутного времени, в основном о походах смоленского дворянского ополчения и борьбе смоленских дворян с поляками и сторонниками Лжедмитрия.

## Оригинальная рукопись
«Повесть о победах Московского государства» написана литературным языком XVII века, который отличается от разговорной речи и делопроизводственного языка того же времени и воспроизводит нормы древнерусского языка. Полный заголовок памятника: «Повесть известна, о победах Московского государства, колики напасти подьяша за умножение грех наших от междоусобныя брани, от поганых ляхов и от литвы и от русских воров, и како от толиких зол избавил ны всемилостивый Господь Бог наш своим человеколюбием и молитвами Пречистыя Его Матери и всех ради святых обращая нас в первое достояние своим человеколюбием».
Сохранился единственный поздний список «Повести о победах…», который находится в Отделе рукописей РНБ в составе манускрипта XVIII века из коллекции Погодина под номером 1501. Этот манускрипт (кодексного типа, примерно формата A5) содержит два самостоятельных произведения: «Сказание» о Борисе Годунове и Лжедмитрие I (л. 1‒17об., охватывает события с 1584 по 1606 год) и собственно «Повесть о победах Московского государства» (л. 17об-62об. охватывает события с 1606 по 1626 год). Некоторые имена исторических деятелей и географические названия были искажены переписчиком и восстанавливаются по другим источникам.
В 1979 году текст «Повести о победах…» был обнаружен и впоследствии опубликован историком Г. П. Ениным.

## Публикация
«Повесть о победах Московского государства» опубликована в 1982 году отдельным изданием в серии «Литературные памятники» тиражом 40 000 экземпляров. Публикация содержит оригинал и перевод на современный русский язык, а также исследовательскую статью, комментарии, именной и географический указатели. Перевод и комментарии выполнены Г. П. Ениным.

## Краткое содержание
Повесть начинается от восстания Болотникова в 1606 году и заканчивается на торжественном прибытии в Москву православной святыни из Персии — ризы Христа в 1626 году. Кроме того, в тексте имеются отсылки в 1514 и 1598 годы.
В Повести подробно описывается поход смоленского дворянского ополчения на помощь осажденной войсками Болотникова Москве осенью 1606 года, поход царского войска против Калуги и Тулы в 1607 году, война царя Василия Шуйского с Лжедмитрием II ("Тушинским вором") в 1608 году, поход князя М.В. Скопина-Шуйского против сторонников самозванца 1609-1610 года. Во время этого похода некий Афанасий Логинович Варишкин смог доставить из Александровой слободы в осажденную Москву обоз с продовольствием и лично встретился с царём Василием Шуйским. Далее в Повести описана оборона Смоленска 1609-1611 годов, пленение царя Василия Шуйского и события Междуцарствия, освободительный поход Минина и Пожарского на Москву в 1612 году, избрание царя Михаила Романова в 1613 году, неудачные походы под Смоленск в 1613-1617 годах, осада Москвы поляками в 1618 году, размен пленными и возвращение на Родину Филарета Романова в 1619 году, прибытие Христовой Ризы в 1626 году. 
Отличительной чертой повествования является высокая оценка царя Василия Шуйского, как праведного государя, а также возвеличивание роли смоленского дворянства в событиях Смуты.

## Авторство произведения
Возможным автором «Повести о победах Московского государства» является один из её персонажей, Афанасий Логинович Вараксин, он же, по некрестильному имени и отчеству — Деревня Лонского сын Вараксин. В родословной росписи Вараксиных сказано, что Афанасий Логинович по поручению Скопина-Шуйского доставил в осажденную тушинцами Москву обоз с продовольствием. В «Повести» подробно описан этот эпизод и встреча Афанасия Логиновича с царем Василием.
Афанасий, по прозвищу Деревня, Вараксин, был смоленским дворянином, в 1605/06 году имел поместный оклад 400 четвертей земли. В мае 1608 года был ранен под Болховом, попал в плен и увезен в Речь Посполитую. К 1609 году вернулся из плена и принял участие в походе Скопина-Шуйского против Лжедмитрия. После освобождения Александровой слободы Афанасий отправлен в голодающую Москву с хлебными запасами. В столице его пожаловал за службу сам царь Василий Шуйский, встреча с которым стала для Афанасия вершиной карьеры. Деятельность Афанасия в годы междуцарствия неизвестна, вероятно, как и другие смоленские дворяне, он участвовал в ополчении Минина и Пожарского 1611‒12 годов и в освобождении Москвы от поляков. В июле 1618 года был вторично ранен и увезен в плен в битве под Боровском. В 1619 году участвовал в размене пленными в Вязьме. В 1621/22 году имел поместный оклад 750 четвертей земли и денежное жалование 34 рубля. Скончался от ран до 1630 года. Оставил троих сыновей: Ивана, Федора и Василия.
Если признать Афанасия Вараксина автором «Повести о победах» то временем создания памятника следует считать 1626‒29 годы.

### Интересные факты.
В «Повести» прославляется храбрость смолян, однако одно из важнейших событий Смуты — оборона Смоленска в 1609—1611 годах — описано достаточно кратко, поскольку смоленское дворянское войско во время осады города поляками находилось в походе под руководством князя Скопина-Шуйского, а защитниками Смоленска стали простые горожане (посадские люди).